# SM U-78 (1916)
SM U-78 – niemiecki podwodny stawiacz min, ósmy okręt typu UE I, zbudowany w stoczni Vulcan w Hamburgu w roku 1915. Zwodowany 27 lutego 1916 roku, wszedł do służby w Kaiserliche Marine 20 kwietnia 1916 roku. W czasie swojej służby SM U-78 zatopił 16 statków o łącznej pojemności 26 678 BRT, uszkodził dwa statki o pojemności 11 332 BRT), zajął dwa jako pryz 3427 BRT) oraz zatopił jeden okręt (880 ton).

## Budowa
U-78 był ósmym z dziesięciu okrętów typu UE I, będącego następcą typu U-66. Był jednokadłubowym okrętem przeznaczonym do działań oceanicznych, o długości 56,8 metra, wyporności w zanurzeniu 755 ton i o zasięgu 7880 Mm przy prędkości 7 węzłów na powierzchni oraz 83 Mm przy prędkości 4 węzły w zanurzeniu. Załoga składała się z 32 osób: 28 marynarzy i 4 oficerów. Okręt był wyposażony początkowo w działo pokładowe o kalibrze 88 mm, które zostało w 1917 roku wymienione na działo o kalibrze 105 mm. Wewnątrz kadłuba sztywnego okręt przewoził 34 kotwiczne miny morskie, stawiane z dwóch rufowych aparatów minowych o średnicy 100 cm. Każdy z nich mieścił po trzy miny. Po ich otwarciu, masa wody (w sumie 6 ton) musiała być kompensowana zalewaniem dziobowych zbiorników balastowych. Wygospodarowanie miejsca dla min oznaczało również przesunięcie przedziału silnikowego w kierunku dziobu. Uzbrojenie torpedowe to dwie wyrzutnie (dziobowa i rufowa) kalibru 500 mm, typu zewnętrznego, z zapasem 4 torped.

## Służba
Pierwszym dowódcą okrętu został 9 października 1915 roku mianowany Otto Dröscher. Pod jego dowództwem U-78 odniósł swoje wszystkie zwycięstwa.
9 lipca 1916 roku jednostka została przydzielona do II Flotylli. 18 lipca 1916 roku na Morzu Północnym załoga okrętu zajęła jako pryz szwedzki parowiec „Vidar” (2178 BRT). Po przeszukaniu statek został zwolniony.
Pierwszym zatopionym przez U-78 statkiem był norweski parowiec „Aranda” (1838 BRT). 5 sierpnia 1916 roku płynący z Bonaventure do Glasgow z ładunkiem drewna statek wszedł na jedną z min postawionych pomiędzy Kanałem Północnym, a Hebrydami. 2 września na minę postawioną w Kanale Bristolskim wpłynął brytyjski parowiec „Kelvinia” (5039 BRT).
13 grudnia na zachód od wysepki szkierowej Skerryvore na minę postawioną przez U-78 wpłynął statek pasażerski „Kursk” (ros. Курск). Zbudowany dla Russian American Line w 1910 roku w stoczni Barclay, Curle and Company w Glasgow statek pasażerski o pojemności 7858 BRT) płynął z ładunkiem drobnicowym z Archangielska do Nowego Jorku.
7 kwietnia 1917 roku na minę postawioną u wybrzeży wyspy Coll w Szkocji wszedł brytyjski trałowiec HMS „Jason”. Okręt zatonął, a na jego pokładzie zginęło 25 marynarzy. 17 czerwca 4 mile na północ od Cape Wrath U-78 zatopił brytyjski tankowiec o napędzie parowym SS „Fornebo”. Statek o pojemności 4259 BRT, który został zbudowany w 1906 roku w Sir Raylton Dixon & Co. Ltd. (Middlesbrough) zatonął bez ofiar w ludziach.
Ostatnim zatopionym przez miny pochodzące z U-78 statkiem był brytyjski parowiec SS „Arnewood” (2259 BRT). 13 grudnia 1917 roku statek zatonął na minie postawionej 4 mile na wschód od półwyspu Sleat na wyspie Skye. 15 stycznia 1918 roku Otto Dröscher został na dwa tygodnie zastąpiony przez porucznika Karla Thoureta. 1 lutego nowym dowódcą okrętu został mianowany por. mar. Johann Vollbrecht.
27 października 1918 roku w Skagerraku U-78 został wykryty i storpedowany przez załogę brytyjskiego okrętu podwodnego HMS G2. U-boot zatonął z całą załogą.